# Barbara Milani
Barbara Milani (Sestola, 27 maggio 1972) è un'ex sciatrice alpina italiana.

## Biografia
Specialista delle prove tecniche originaria di Pian del Falco di Sestola, la Milani entrò nei quadri della nazionale italiana nel 1989 ed esordì in Coppa del Mondo il 28 novembre 1993 a Santa Caterina Valfurva in slalom speciale;  in Coppa Europa nella stagione 1995-1996 vinse la classifica di slalom gigante e conquistò l'ultimo podio il 15 febbraio 1998 a Missen in slalom speciale (3ª), mentre in Coppa del Mondo, sempre in slalom speciale, ottenne il miglior piazzamento il 12 dicembre 1999 a Sestriere (17ª) e prese per l'ultima volta il via il 10 dicembre 2000 nella medesima località, senza completare la prova. Si ritirò al termine di quella stessa stagione 2000-2001 e la sua ultima gara fu lo slalom speciale dei Campionati italiani 2001, disputato il 20 marzo a Ponte di Legno e chiuso dalla Milani al 6º posto; non prese parte a rassegne olimpiche o iridate.

## Palmarès

### Coppa del Mondo
- Miglior piazzamento in classifica generale: 87ª nel 1998

### Coppa Europa
- Vincitrice della classifica di slalom gigante nel 1996
- 1 podio (dati dalla stagione 1995-1996):
  - 1 terzo posto